# Match TV
Match TV (ros. Матч ТВ, tłum. Mecz TV) – rosyjska stacja telewizyjna o profilu sportowym.
Kanał rozpoczął nadawanie 1 listopada 2015 na częstotliwościach telewizji Rossija 2.

## Transmisje
- Rosyjska Premier Liga
- Premier League
- Bundesliga
- Ligue 1
- Serie A
- Liga Mistrzów UEFA
- Liga Europy UEFA
- Klubowe mistrzostwa świata w piłce nożnej
- Mistrzostwa Europy w piłce nożnej
- KHL
- Formuła 1